# إدموند تي برات جونيور
إدموند تي برات جونيور (بالإنجليزية: Edmund T. Pratt, Jr.)‏ هو مهندس أمريكي، ولد في 1927 في سافانا في الولايات المتحدة، وتوفي في 5 سبتمبر 2002 في نيويورك في الولايات المتحدة.